# اسبياري (دابوي الجنوبي)
اسبیاري (بالفارسية: اسپیاری) هي قرية تقع في إيران في قسم دابوي الجنوبی الريفي. يقدر عدد سكانها بـ 308 نسمة بحسب إحصاء 2016.